# Köslinerpoort
De Köslinerpoort (Pools: Brama Koszalińska) (Duits: Kösliner Tor) is een stadspoort in de Poolse Hanzestad Sławno (Duits: Schlawe) .De gotische poort is een voorbeeld van baksteengotiek en staat op deze plek sinds de 15e eeuw. De Köslinerpoort bestaat uit vijf verdiepingen. De poort maakte onderdeel uit van de stadsmuur van Sławno. De stad beschikte over drie stadspoorten, waarvan er tegenwoordig nog twee zijn behouden. De andere stadspoort die nog bestaat, is de Stolperpoort aan de noordelijke kant van de binnenstad van Sławno.

## Afbeeldingen

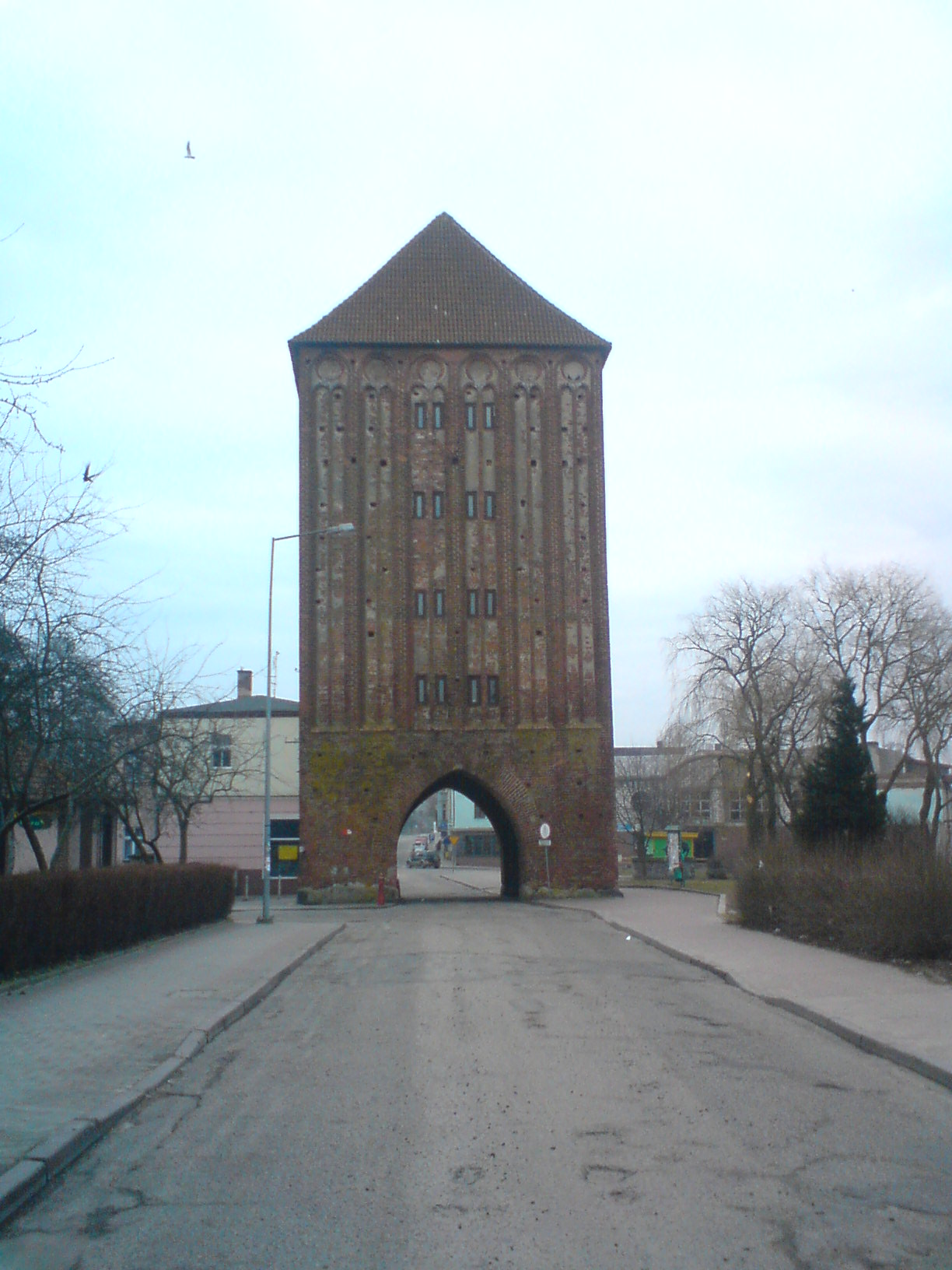
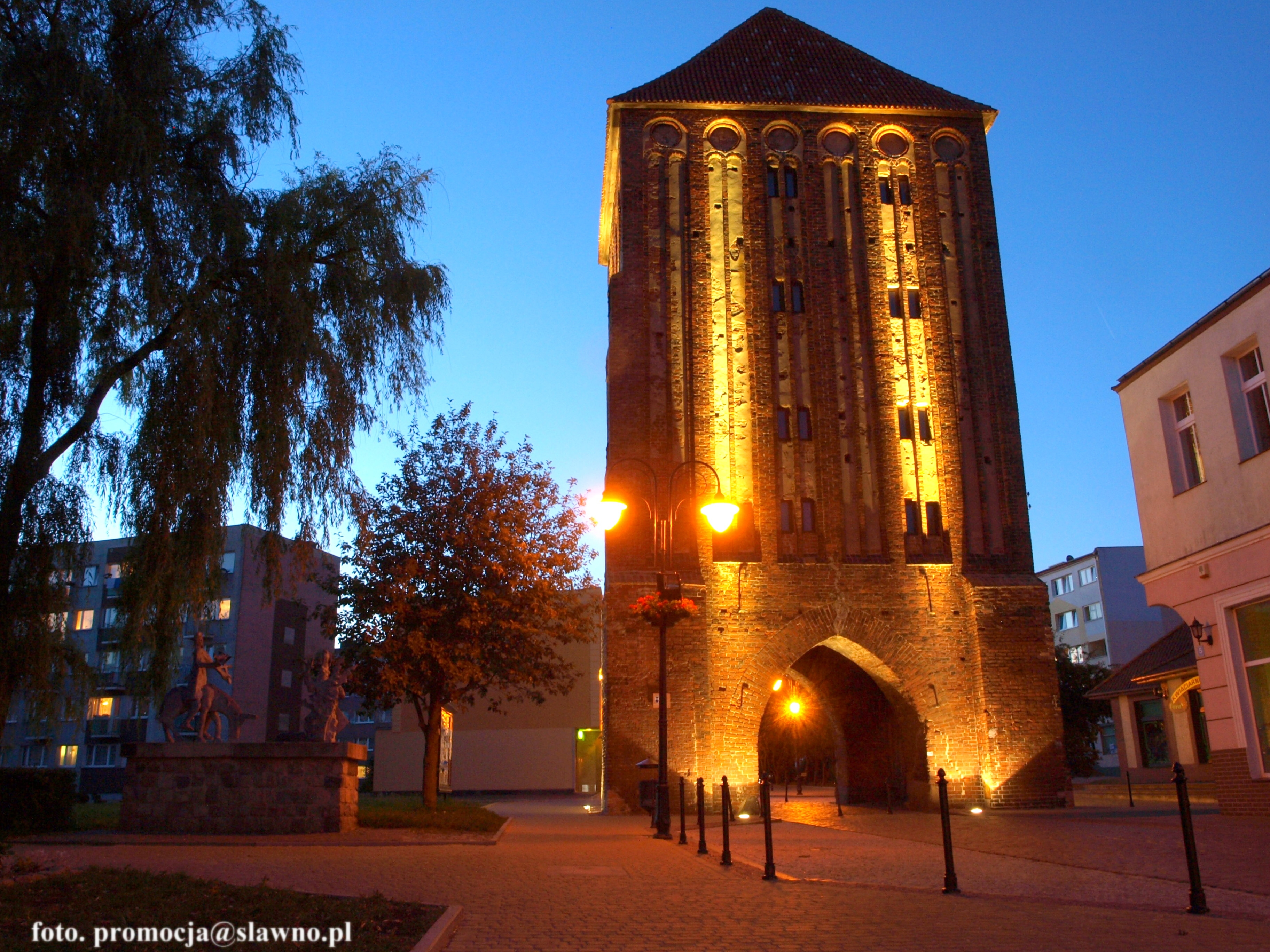
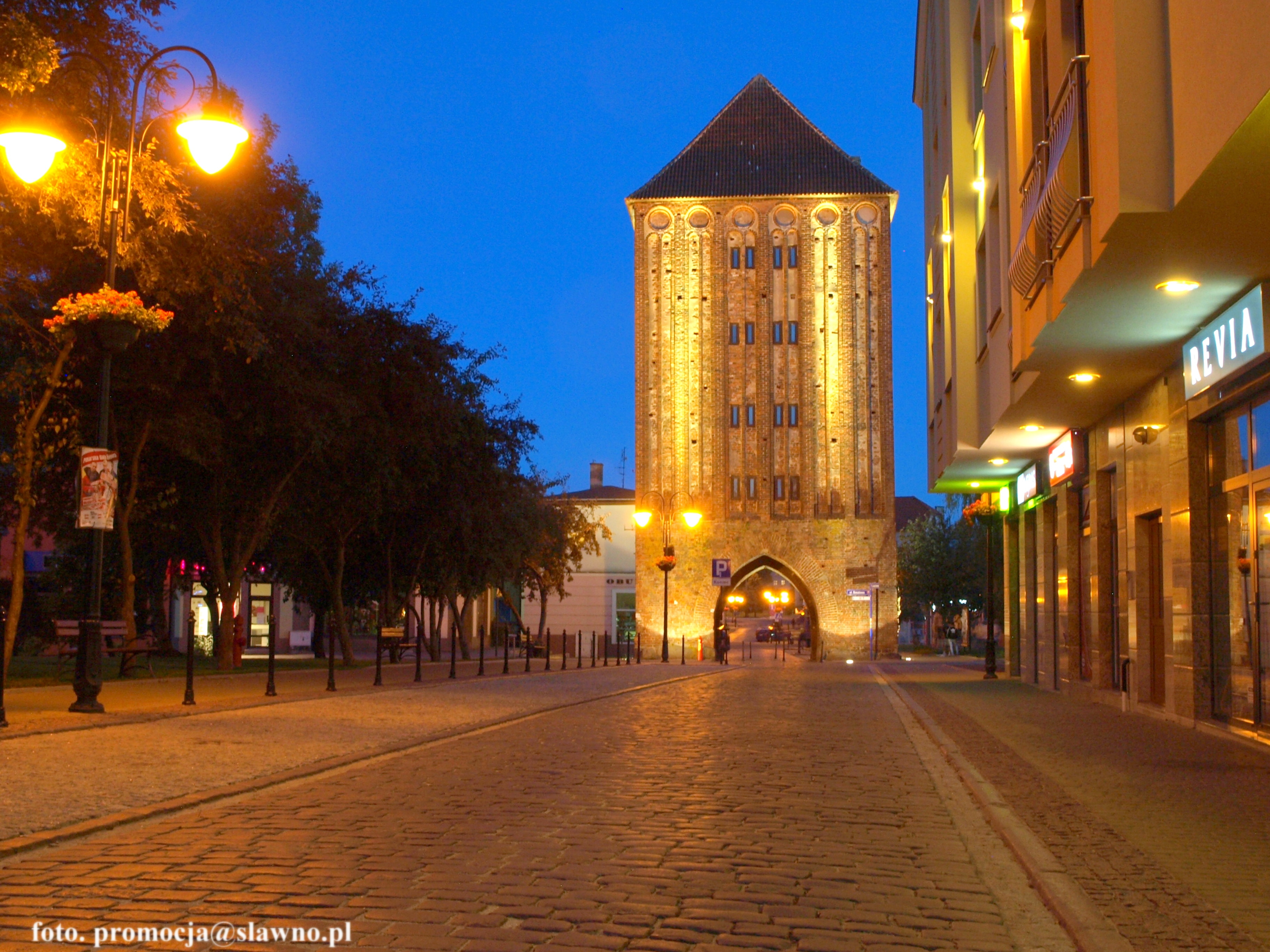
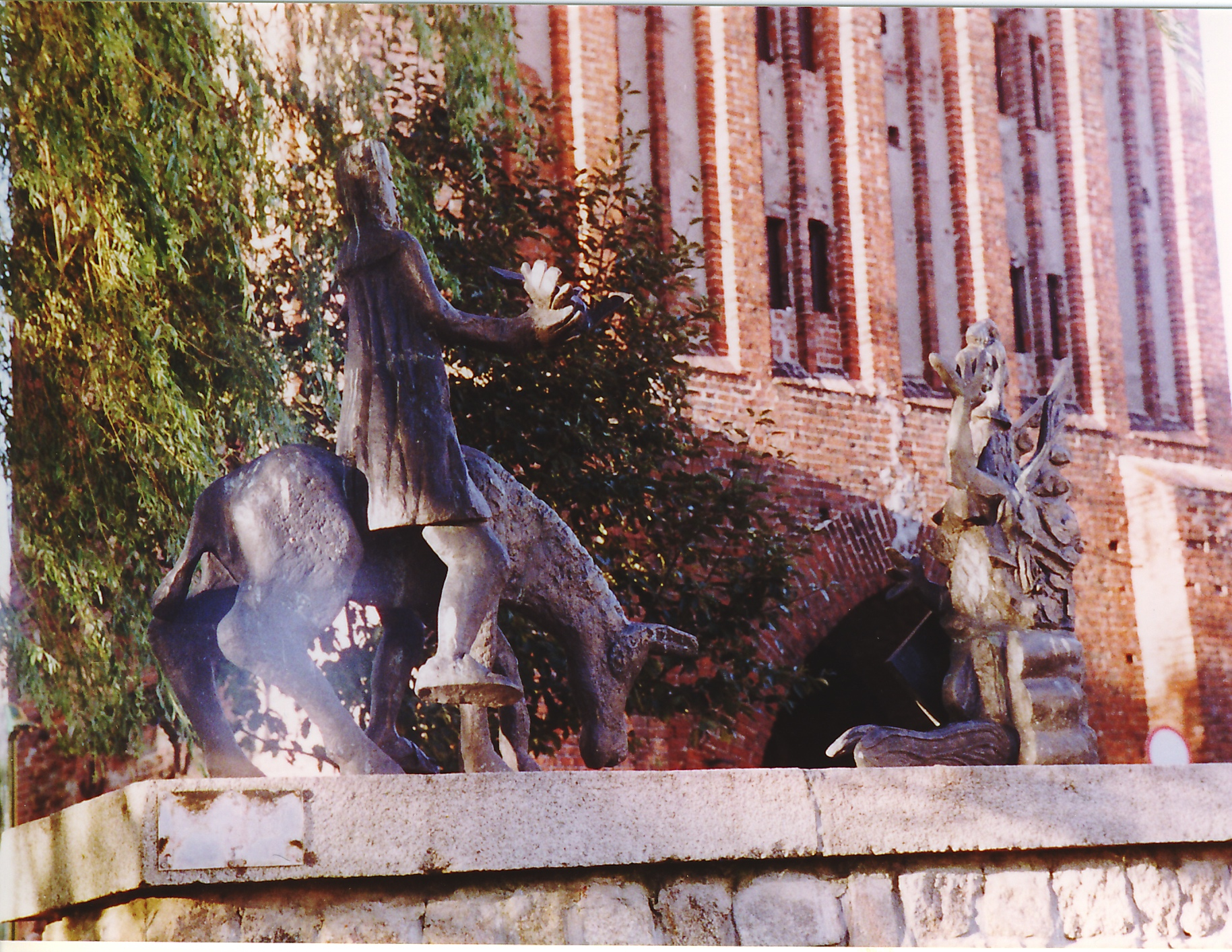